# Edelweißspitze
Die Edelweißspitze ist ein 2572 m ü. A. hoher Gipfel der Glocknergruppe, nordöstlich des Großglockners,  in den Hohen Tauern.

## Allgemeines
Sie bildet den höchsten Punkt der mautpflichtigen Großglockner-Hochalpenstraße, der mittels der Edelweißstraße als Stichstraße vom Dr.-Franz-Rehrl-Haus (Restaurant Fuschertörl), etwas unterhalb des Fuscher Törls, aus erreichbar ist.

## Geschichte
Der Gipfel war ursprünglich 2577 m hoch und hieß früher Poneck, Leitenkogel oder Bergerkogel. Im Westen zieht vom Gipfel die Piffkarschneide, ein schmaler Grat, talwärts in Richtung Ferleitental. Unter diesem Grat befindet sich eine Steilwand, die Edelweißwand heißt. Der Südosthang der Edelweißspitze zum Fuscher Törl hin, auf dem die Edelweißstraße erbaut wurde, hatte 1935 den Namen Edelweißleite.
Beim Bau der Edelweißstraße überlegte sich der Bauherr, Franz Wallack, einen Namen für den Poneck-Gipfel und kam aufgrund der beiden vorhandenen Edelweiß-Namen auf den heutigen Namen Edelweißspitze.

## Gipfelbebauung

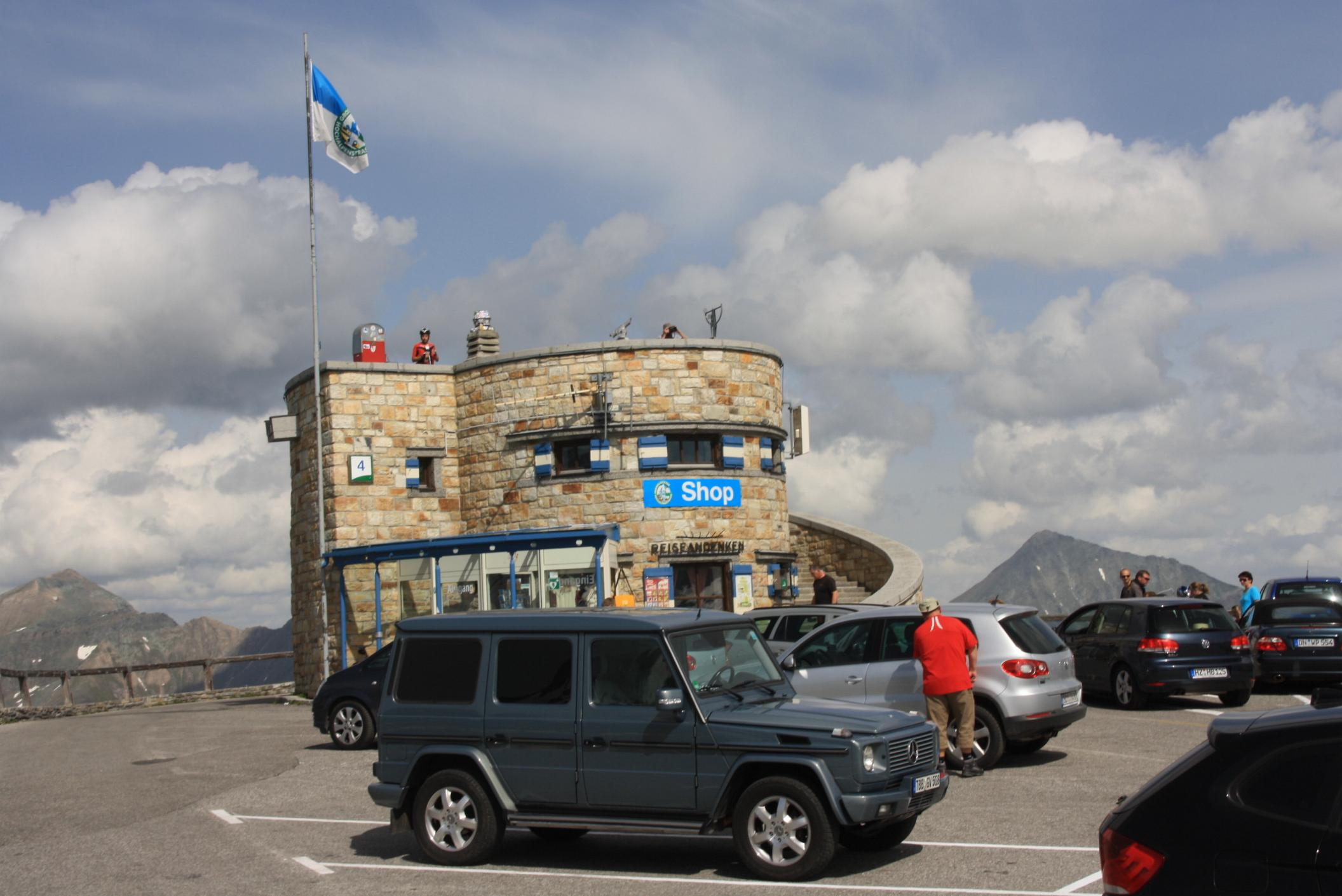
Der Aussichtsturm

Am höchsten Punkt wurde neben einem Parkplatz ein steinerner Turm mit ovaler Grundfläche erbaut, von dem man bei guter Witterung eine hervorragende Rundumsicht auf 37 Dreitausender und 19 Gletscherfelder hat. In diesem Aussichtsturm gibt es einen „Bikers Point“ für Motorradfahrer. Tafeln in vier Sprachen informieren über die drei internationalen  Großglockner  Automobil- und Motorradrennen in den 1930er Jahren.
Ursprünglich hatte die Edelweißspitze eine Höhe von 2577 m, die Differenz auf die heutige Höhe wurde beim Bau des Gipfelparkplatzes abgetragen.
Nordwestlich unterhalb des Gipfels befindet sich die Edelweißhütte, ein Restaurant mit Unterkunftsmöglichkeit.
Auf der Edelweißspitze befindet sich auch eine Webcam, die Live-Bilder sendet.

## Wanderungen
Von der Dr.-Franz-Rehrl-Hütte, die an der Abzweigung der Edelweißstraße von der Großglockner-Hochalpenstraße auf 2450 m liegt, führt ein steiler Fußweg in etwa einer halben Stunde auf die Edelweißspitze.
Von der Edelweißspitze gelangt man Richtung Nordosten in etwa 2½ Stunden über den Kendlkopf (2587 m) zum Baumgartlkopf (2623 m).